# Tennis for Two
Tennis for Two é um jogo eletrônico de esporte desenvolvido em 1958 e que simula uma partida de tênis, sendo considerado um dos primeiros jogos eletrônicos da história. Projetado pelo físico William Higinbotham, ele foi criado para uma exposição anual no Laboratório Nacional de Brookhaven quando Higinbotham descobriu que o modelo 30 do computador analógico Donner, destinado à pesquisa governamental na instituição, poderia simular trajetórias com a resistência do vento. Com a ajuda do técnico Robert V. Dvorak, os dois construíram o jogo em quase três semanas e Higinbotham pôde exibi-lo em um osciloscópio e jogá-lo com dois controladores de alumínio personalizados. O visual mostra a representação de uma quadra de tênis vista de lado e o jogador ajusta o ângulo de suas raquetadas com um botão rotativo e tenta acertar a bola sobre a rede pressionando outro botão no controlador.
O jogo foi muito popular durante os três dias da exibição, com os jogadores formando fila para vê-lo, especialmente entre estudantes do ensino médio. Foi mostrado novamente no ano seguinte em um osciloscópio com uma tela maior e projeto mais complexo, que simulava diferentes níveis de gravidade. Foi então desmantelado e em grande parte esquecido até o final da década de 1970, quando Higinbotham testemunhou no tribunal durante ações judiciais entre Magnavox e Ralph H. Baer sobre patentes de jogos eletrônicos. Desde então, o laboratório de Brookhaven fez recriações do dispositivo original. Segundo algumas definições, Tennis for Two é considerado como o primeiro jogo eletrônico, já que não incluía nenhuma inovação tecnológica de jogos anteriores, e foi o primeiro jogo de computador criado puramente como um produto de entretenimento, ao contrário das criações voltadas para pesquisas acadêmicas ou promoções de tecnologia comercial.

## Desenvolvimento
Em 1958, o físico americano William Higinbotham trabalhava no Laboratório Nacional de Brookhaven como chefe da divisão de instrumentação. Ele era bacharel em física pelo Williams College e já tinha trabalhado antes como técnico no departamento de física da Universidade Cornell, onde tentou sem sucesso ingressar no doutorado. Higinbotham também serviu como chefe da divisão de eletrônicos no Projeto Manhattan entre 1943 e 1945 e começou a trabalhar em Brookhaven em 1947, que se concentrou em pesquisar usos pacíficos do poder atômico. Uma vez por ano, a instalação de pesquisa do governo realizava uma exposição para o público, com um dia sendo dedicado aos estudantes de ensino médio, faculdades e público em geral. A exibição era em grande parte composta por excursões por dispositivos estáticos, embora houvesse algumas tentativas de deixá-los com "ação". Então, na exposição de 1958, Higinbotham decidiu fazer um dispositivo interativo para entreter os visitantes. Enquanto lia um manual de instruções do modelo 30 de um Donner, um computador analógico de Brookhaven, ele descobriu que a máquina podia calcular a trajetória de um míssil balístico ou o quique de uma bola com a resistência do ar. Decidiu então usar essa habilidade para formar a base de um jogo. Mais tarde ele revelou que suas intenções eram "poder animar o lugar tendo um jogo que as pessoas pudessem jogar e que poderia transmitir a mensagem de que nossos empreendimentos científicos têm relevância para a sociedade".

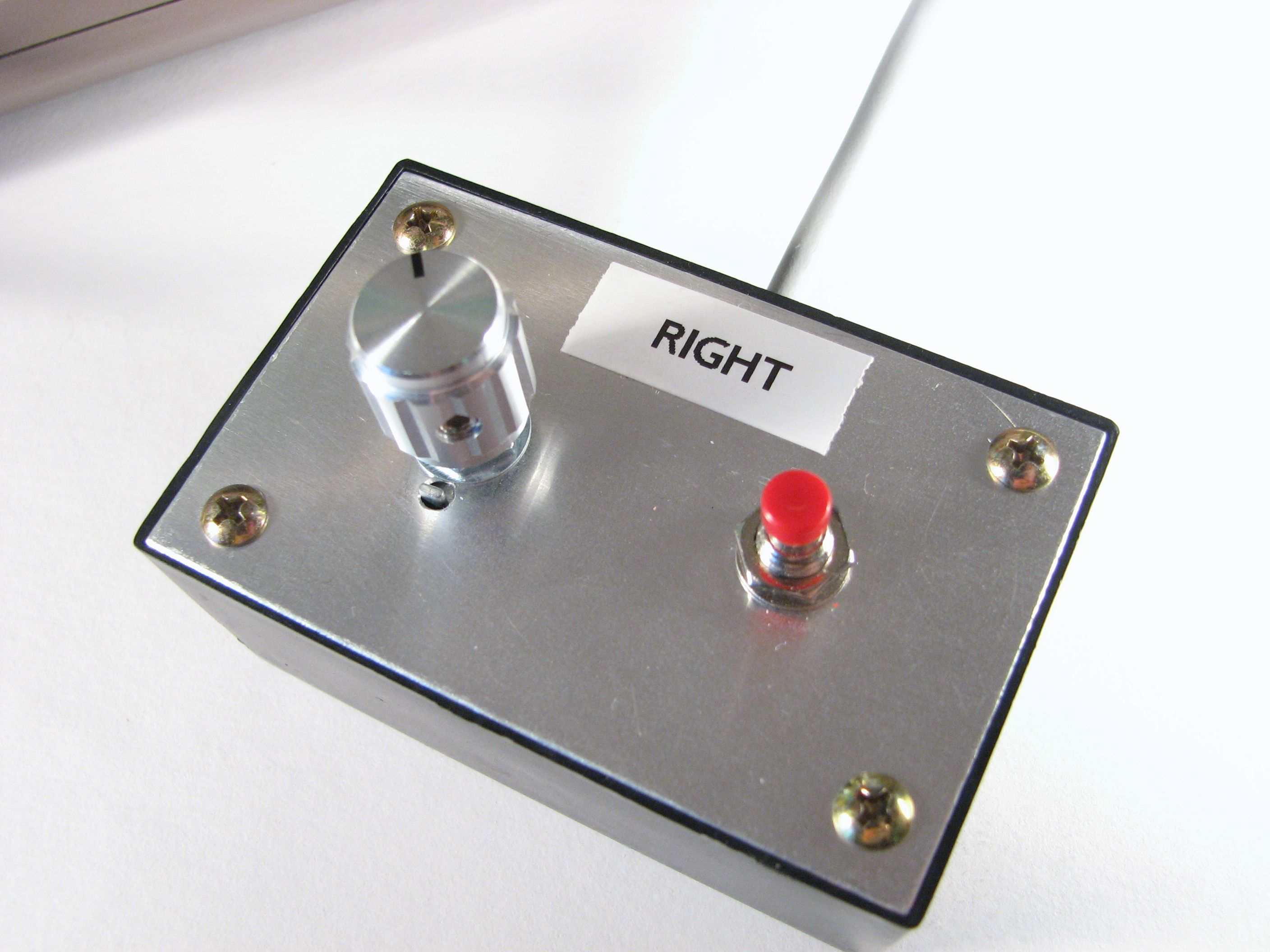
Recriação moderna do controlador.

Higinbotham projetou o jogo usando um osciloscópio para mostrar o caminho que a simulação de uma bola fazia em uma quadra de tênis vista lateralmente. O computador acoplado calculava a trajetória da bola e revertia seu caminho quando atingia o chão. O jogo também simulava a bola batendo na rede caso ela não fizesse um arco suficientemente grande, bem como mudanças na velocidade devido a um arrasto da resistência do ar. Dois controladores de alumínio foram ligados ao computador e cada um deles consistia de um botão normal e outro giratório. Pressionando o primeiro, a bola era atingida, enquanto este último controlava o ângulo do arremesso. Originalmente, Higinbotham considerou colocar um segundo botão rotatório para controlar a velocidade da raquetada, mas pensou que isso tornaria o controlador muito complicado. O dispositivo foi projetado em algumas horas com a ajuda de seu colega Dave Potter e foi montado durante três semanas com a ajuda do técnico Robert V. Dvorak. Embora a maioria dos circuitos tenha sido baseada em válvulas termiônicas e relés, os circuitos que mostravam os gráficos no osciloscópio usavam transistores, que começavam a substituir as válvulas termiônicas na indústria eletrônica. Excluindo o osciloscópio e os controladores, os circuitos do jogo ocupavam aproximadamente o espaço de um forno de microondas.

## Apresentação

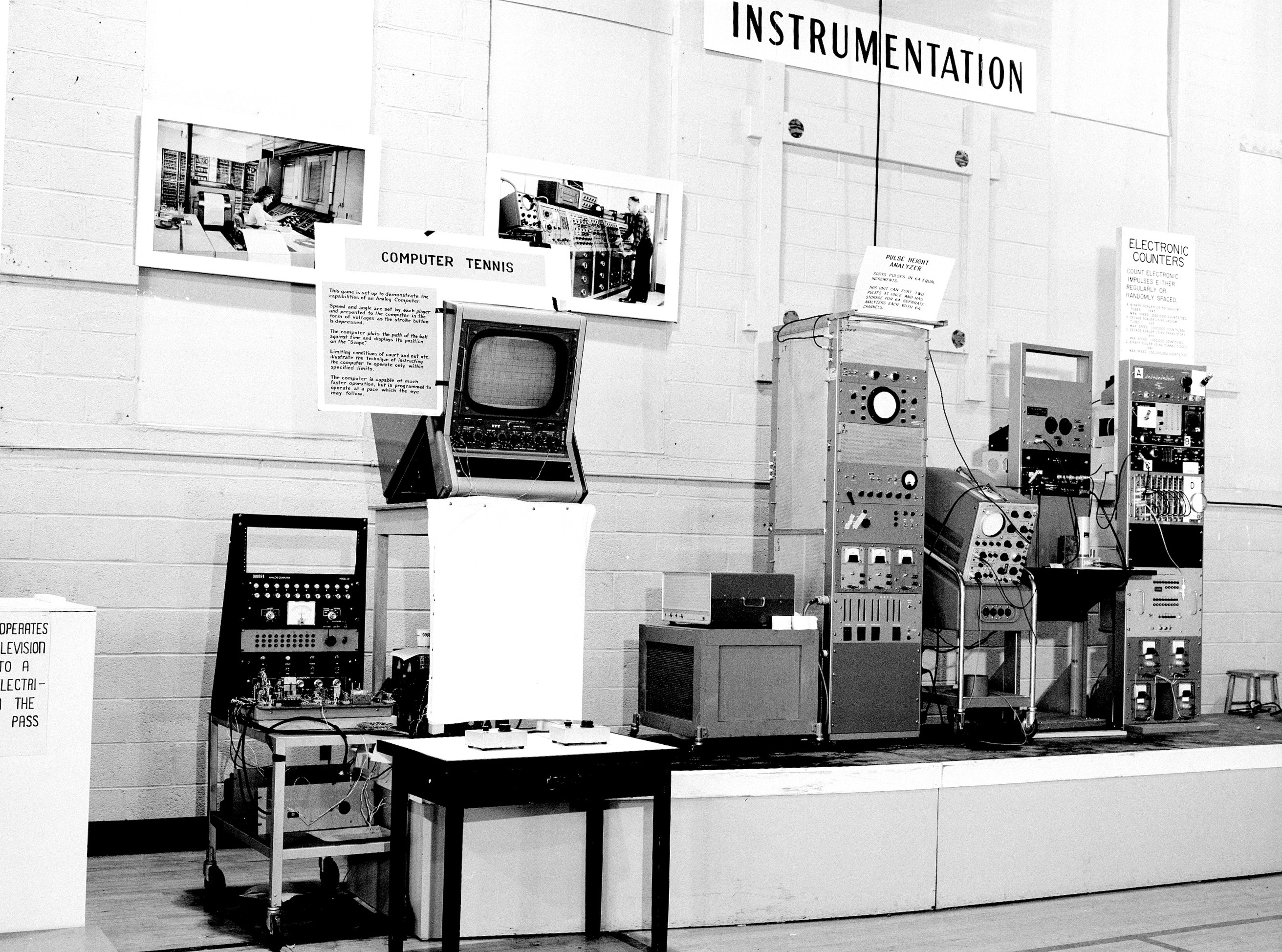
A configuração de Tennis for Two em exibição em 1959.

Tennis for Two foi exibido pela primeira vez em 18 de outubro de 1958. O jogo era processado como uma linha horizontal, representando uma quadra de tênis, e tinha uma pequena linha vertical no centro para representar a rede. O primeiro jogador devia pressionar o botão em seu controlador para mandar a bola, um ponto de luz, sobre a rede, e se não batesse nela, chegaria ao outro lado da quadra ou voaria para fora dos limites da tela. O outro jogador podia rebater a bola de volta com seu controlador enquanto ela estivesse do seu lado, antes que atingisse o chão.
Centenas de visitantes formaram fila para jogá-lo durante a exposição daquele ano. Higinbotham declarou posteriormente que "os estudantes do ensino médio gostaram mais, você não conseguia afastá-los." Devido sua popularidade, o jogo ganhou uma versão melhorada no ano seguinte, incluindo uma tela maior e diferentes níveis de gravidade simulada, como a da Lua ou de Júpiter. Higinbotham se referia ao jogo apenas como Tennis for Two, embora um cartaz anexado à versão de 1959 dizia "Computer Tennis". Após a exibição de 1959, o jogo foi desmontado para que seus componentes pudessem ser usados em outros equipamentos.

## Legado
Após ser desmontado, Tennis for Two foi amplamente esquecido, tornando-se virtualmente desconhecido até o final da década de 1970 e começo dos anos 1980. Nesta época, Higinbotham foi convocado para testemunhar em processos judiciais para os réus processados pela Magnavox sobre as patentes de jogos eletrônicos de Ralph H. Baer. Após descobrir o jogo, os advogados da defesa tentaram, sem sucesso, declarar o jogo como estado artístico para invalidar as patentes de Baer sobre jogos eletrônicos televisivos, resultando em atenção a ele por ser possivelmente o primeiro jogo eletrônico da história. Recebeu mais atenção como assunto de artigos na Creative Computing e Video Replay em 1982 e 1983, respectivamente, que destacaram a possibilidade dele ser o primeiro jogo eletrônico; o editor da Creative Computing, David H. Ahl, tinha jogado Tennis for Two em Brookhaven em 1958 e creditava Higinbotham como o "avô dos jogos eletrônicos". No entanto, o próprio Higinbotham achava que sua criação era uma extensão óbvia do programa de quique da bola do Donner modelo 30 e, portanto, não era digno de patentes ou uma grande parte de seu legado; ele preferiu ser lembrado por seu trabalho anti-proliferação nuclear após a Segunda Guerra Mundial.

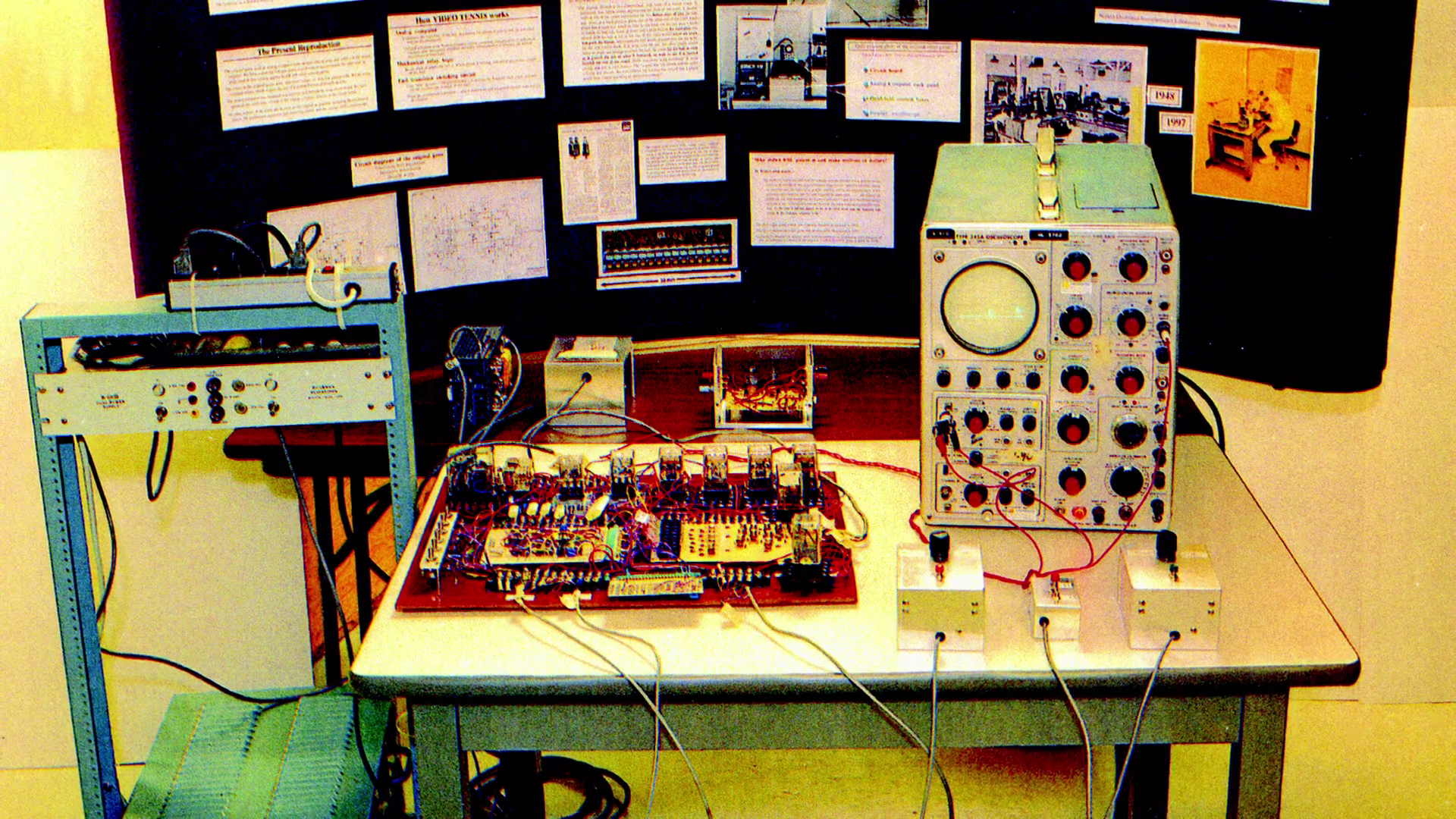
Criação da configuração inicial de Tennis for Two feita em 1997.

Em 1997, uma equipe de Brookhaven recriou o jogo em comemoração ao aniversário de 50 anos do laboratório. A reconstrução levou três meses, parcialmente devido às peças não estarem prontamente disponíveis. Esta recriação também foi mostrada na celebração do aniversário de 50 anos do jogo em 2008. A replica implementou um computador analógico usando dispositivos amplificadores operacionais de estado sólido ao invés das válvulas termiônicas do modelo original do Donner modelo 30. Entretanto, em 2010, o sistema foi substituído por um Donner modelo 3400 restaurado. Em 2011, a Universidade de Stony Brook fundou a Coleção de Estudo de Jogos William A. Higinbotham, dedicada a  "documentar a cultura material de mídia de jogos baseada em tela" e "coletar e preservar textos, efemérides e artefatos que documentam a história e o trabalho de um inovador dos primórdios dos jogos eletrônicos e cientista do Laboratório Nacional de Brookhaven, William A. Higinbotham, que em 1958 inventou o primeiro jogo interativo para computador analógico, Tennis for Two". 
Tennis for Two é considerado por algumas definições como o primeiro jogo eletrônico. Outros candidatos do ponto de vista tecnológico são o dispositivo para diversão de tubo de raios catódicos criado em 1947 e que é um dos primeiros jogos interativos, mas que não era executado em um dispositivo eletrônico; Bertie the Brain, de 1950, o primeiro jogo conhecido a ser executado em um computador, mas que usava lâmpadas como visor; e OXO e um jogo de damas de Christopher Strachey em 1952, os primeiros jogos digitais para computador que mostravam imagens em uma tela eletrônica. Tennis for Two, embora não contivesse desenvolvimentos tecnológicos para separá-lo de seus antecessores, tinha a distinção de ser o primeiro jogo de computador conhecido com imagens criado apenas para fins de entretenimento. Os jogos anteriores foram criados principalmente para fins de pesquisa acadêmica ou para demonstrar o poder de computação de uma máquina, com exceção do dispositivo de diversão de tubo catódico não-computadorizado. Isso, portanto, faz de Tennis for Two o primeiro jogo eletrônico sob algumas definições de um ponto de vista filosófico em vez de técnico, além de ser um momento distintivo no início da história dos jogos eletrônicos.